# Giacomo Ballini
Giacomo Ballini (* 20. Jahrhundert) ist ein römisch-katholischer Geistlicher. Er stammt aus Vaglia.

## Leben
Giacomo Ballini wurde am 29. Juni 2011 in Écône zum Priester geweiht. 2016 kaufte er einen alten Bauernhof in Irland als Quartier für die SSPX Resistance, eine von der traditionalistischen Priesterbruderschaft St. Pius X. abgespaltene Gegengruppe. Die Machenschaften Ballinis und seiner Anhänger lösten Besorgnisse aus: „There are now fears that extreme religious and political groupings are seeing Ireland and, in particular West Cork, as a ‘soft touch’ which also provides ease of access to the UK and the continent“, war im Southern Star vom 21. März 2022 zu lesen.
Am 14. März 2020 beschuldigte Richard Williamson in der Kapelle des irischen Anwesens die Juden, die COVID-19-Pandemie absichtlich herbeigeführt zu haben und den Dritten Weltkrieg anzustreben. Ballini verweigerte ein Statement zu dieser Aussage seines Bischofs und erklärte nur, die SSPX Resistance habe unter falschen Anschuldigungen zu leiden, die man mittlerweile der Polizei übermittelt habe.
Am 10. August 2020 drang die Aktivistin Fiona O'Leary zusammen mit einigen ihrer Kinder in das Anwesen der SSPX Resistance mit der Adresse The Priory, Maulatanvally, Reenascreena, Rosscarbery ein, wo sich Giacomo Ballini aufhielt. O'Leary, die vorgab, für die Presse bzw. die „Covid Police“ zu arbeiten, kritisierte, dass die anwesenden Personen keine medizinischen Masken trugen, und machte Aufnahmen von dem Grundstück und den Baulichkeiten, bis die von Ballini gerufene Polizei eintraf. Gegen das Urteil, das wegen dieser Aktion gegen O'Leary erging, legte sie Widerspruch ein: Sie sah sich durch das Verbot, ihre Aufnahmen in sozialen Netzwerken zu teilen, in der Ausübung ihrer Meinungsfreiheit und ihres Kampfes gegen Pseudowissenschaften und Verschwörungstheorien behindert.
Am 8. Dezember 2020 brachen Giacomo Ballini und seine Anhänger die Covid-Regeln, um einen Exorzismus und eine traditionelle lateinische Messe in Dublin zu zelebrieren. Der SSPX Resistance wurde damals verboten, pflanzliche „Heilmittel“ mit der Behauptung, diese seien medizinisch wirksam, zu verkaufen.
Im Januar 2021 weihte der Vagantenbischof Richard Williamson, ehemaliges Mitglied der Piusbruderschaft und 1988 von Marcel Lefebvre ohne päpstlichen Auftrag zum Bischof geweiht, Giacomo Ballini zum Bischof. Er begründete diesen unerlaubten Akt mit kirchlichem Notstand: Irland werde möglicherweise auf längere Zeit wegen der Corona-Restriktionen von der Außenwelt abgeschnitten bleiben und dann fehle im Land der Heiligen und Gelehrten ein Bischof, der die Katholiken vor der „Neo-Kirche“ und der „Neo-Piusbruderschaft“ schütze.
Die Weihe Williamsons zum Bischof hatte zu dessen Exkommunikation geführt. Diese wurde 2009 durch Papst Benedikt XVI. aufgehoben. Da zeitgleich bekannt wurde, dass Williamson in einem Interview in Bayern den Holocaust geleugnet und sich antisemitisch geäußert hatte, führte Benedikts Aufhebung der Kirchenstrafe zu erheblichen Kontroversen. In Deutschland wurde Williamson wegen Volksverhetzung verurteilt. 2012 wurde Williamson wegen Ungehorsams aus der Piusbruderschaft ausgeschlossen. Seine unerlaubten Bischofsweihen führten sowohl für Williamson selbst als auch für die Betroffenen zur Exkommunikation als Tatstrafe. Dennoch ist die unerlaubte Bischofsweihe, die Ballini von Williamson empfing, sakramental gültig.
Nach Williamsons Tod Anfang 2025 – Ballini nahm an der Erinnerungsmesse in Canterbury teil, die dem Begräbnis vorausging, – vermutete O'Leary, Ballini könne dessen Nachfolge antreten, und mahnte: „Does this mean we could see this hate group becoming larger in West Cork? We know the SSPX Resistance are celebrating Trump being president. We must always fight hate, racism, and division. The Irish government must act now and protect groups that are being discriminated against by those who wear the fake religious cloak“.
Auch Robert Nugent warnte im Frühjahr 2025 eindringlich vor Ballini, Paul Morgan und der SSPX Resistance insgesamt, die er als „cult“ ansah, dem gegenüber die Gläubigen nicht die von der regulären Kirche bereitgestellten Mittel der Überprüfung und Kontrolle hätten. Ballini und Morgan nahm er es insbesondere übel, dass diese einen Priester deckten, der trotz des Verdachts des Kindesmissbrauchs, unter dem er stand, weiterhin die Messe feierte.
Der Bischof von Derry, Donal McKeown, drückte im Frühjahr 2025 ebenfalls seine tiefe Besorgnis über die Aktivitäten der SSPX Resistance unter der Leitung Ballinis aus.